# حاکمیت غذایی

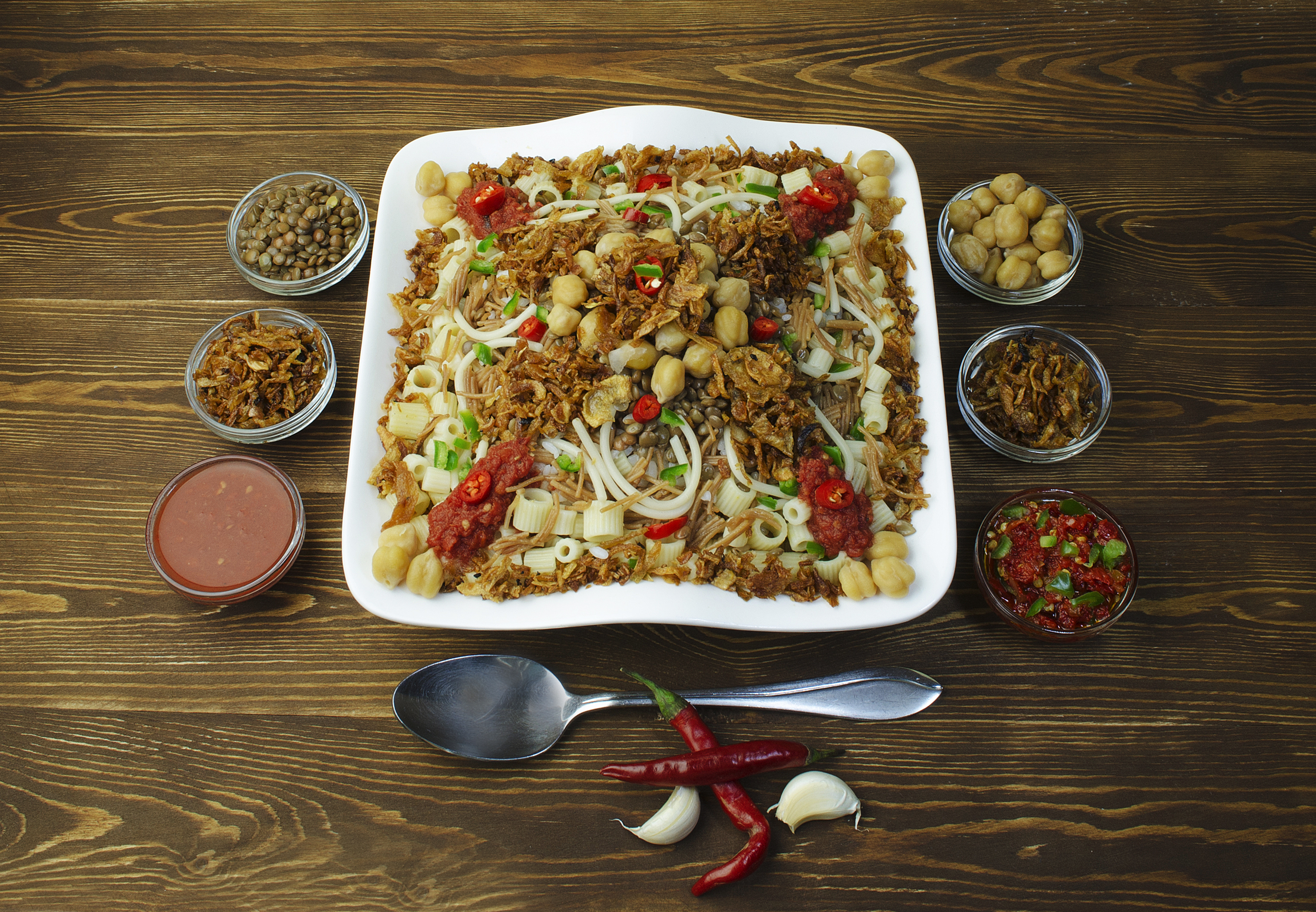
حاکمیت غذایی حق انسان‌ها را در تولید و مصرف غذای سالم و سازگار با فرهنگ بومی خود با استفاده از روش‌های پایدار به رسمیت می‌شناسد.

حاکمیت غذایی مفهومی است که بیان می‌دارد حق کنترل مکانیزم و سیاست‌های تولید، توزیع و مصرف مواد غذایی نه به شرکت‌ها و نهادهای بازار – که بر سیستم جهانی غذا تسلط دارند – بلکه به خود تولیدکننده‌ها و مصرف کنندگان تعلق دارد. به عبارت دیگر حاکمیت غذایی حق انسان‌ها را در تولید و مصرف غذای سالم و سازگار با فرهنگ بومی خود با استفاده از روش‌های پایدار به رسمیت می‌شناسد و بر حق انتخاب غذا و سیستم‌های کشاورزی محلی تأکید می‌کند. در واقع همان گونه که نسبی‌گرایی فرهنگی برای فرهنگ‌های گوناگون احترام قائل می‌شود، حاکمیت غذایی نیز برای روش‌های زندگی، شیوه‌های تولید بومی و به رسمیت شناختن حق تولید غذا توسط جوامع محلی ارزش قائل می‌شود و همصدا با سایر جنبش‌های ضدجهانی سازی چپ از ادغام شدن سیستم غذای محلی در سیستم‌های جهانی غذا پرهیز می‌کند.
در مقابل رویکرد نئولیبرال به امنیت غذایی که بیشتر به راه حل‌های صنعتی بزرگ و اغلب جهانی و یکدست برای تأمین نیاز غذایی مردم توجه دارد، حاکمیت غذایی با در نظر گرفتن پایداری منابع طبیعی، توجه به نقش زنان در تولیدات کشاورزی و احترام به حق انتخاب کشاورزان روستایی و جوامع بومی، ظرفیتی گسترده در مبارزه با گرسنگی در سطوح محلی تا بین‌المللی فراهم می‌کند.

## پیشینه
مفهوم حاکمیت غذایی به عنوان یکی از اجزای گفتمان چپ در مقابل رویکرد نئولیبرال به امنیت غذایی (Food Security) به عنوان یکی از عناصر گفتمان راست پدید آمد. حاکمیت غذایی به عنوان یک پروژهٔ سیاسی برای اولین بار توسط La Via Campesina یا جنبش بین‌المللی دهقانان شکل گرفت تا حق انسان‌ها را در تعریف نظام غذایی خود و کنترل بر آن به رسمیت بشناسد و صدای کسانی باشد که نقش مهمی در تأمین غذای جوامع دارند، اما صدای آن‌ها در سیاستگذاری‌های غذا و کشاورزی شنیده نمی‌شود.